# Szczupnice
Szczupnice (Stenolaemata) – gromada kosmopolitycznych, morskich, głównie głębokowodnych mszywiołów wyróżniających się silnie zwapnionymi, rurkowatymi zooidami. Od pozostałych mszywiołów różnią się również pączkowaniem. W paleozoiku były dominującą gromadą mszywiołów do czasu permskiego wymierania.

## Systematyka
Do szczupnic zaliczane są rzędy:
- Cyclostomatida
- †Cystoporida
- †Cryptostomida
- †Fenestrida
- †Hederellida
- †Rhabdomesida
- †Trepostomatida